# Simon Al-Odeh
Simon Al-Odeh (* 9. August 1988 in Peine) ist ein deutscher Komponist.

## Leben
Simon Al-Odeh wuchs in Recklinghausen auf, wo er zunächst Trompete spielen lernte, bevor er sich selbstständig mit Musiktheorie auseinandersetzte und seine ersten Stücke schrieb. Schon früh wurde seine Musik bei den Ruhrfestspielen Recklinghausen und im Rahmen des europäischen Kulturhauptstadtjahres Ruhr 2010 in Italien und Frankreich aufgeführt. Simon Al-Odeh erhielt Kompositionsunterricht bei Rüdiger Blömer und studierte bei Dolf de Kinkelder in Arnhem und bei Alex Manassen in Zwolle in den Niederlanden. Seine Musik wurde u. a. durch die Neue Philharmonie Westfalen, Het Gelders Orkest und orkest de ereprijs aufgeführt.
Simon Al-Odeh lebt und arbeitet in Köln.